# Uunijuusto
Uunijuusto es un plato finlandés que se prepara con calostro de vaca, la primera leche de una vaca parida, se añade una pizca de sal (unos 0,5 gramos por litro de leche) y se hornea la leche en un horno (30 minutos a 150° C, y luego unos minutos a 250 °C para obtener el color dorado). A veces, el uunijuusto también se prepara con leche y huevos. 
La palabra uunijuusto significa literalmente «queso horneado», aunque el uunijuusto no es un queso propiamente dicho.
El uunijuusto se suele comer como postre con frutas del bosque (a veces moras) o con mermelada o mehukeitto, una especie de sopa que se hace con frutas del bosque frescas como arándanos rojos o grosellas rojas. 